# امامزاده عبدالله (ری)

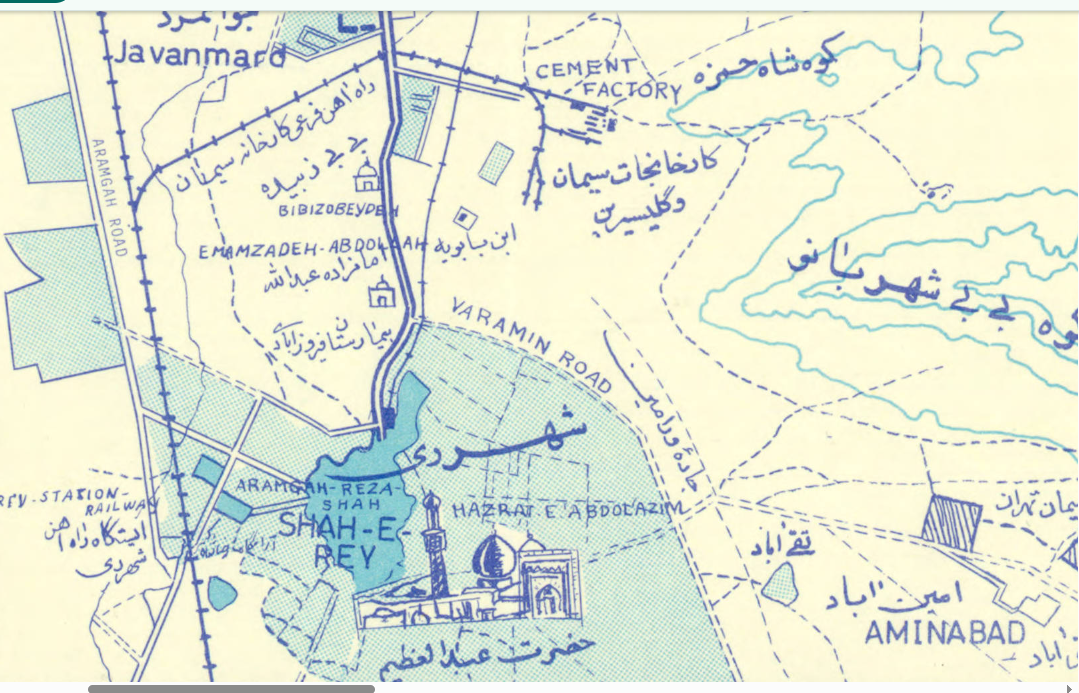
امامزاده عبدالله (چپ وسط) در نقشه شهر ری و حومه در سال ۱۳۴۶ خورشیدی

امام‌زاده عبدالله امام‌زاده‌ای در منطقه‌ی شهر ری در جنوب تهران است. نسب این امام‌زاده به امام سجاد می‌رسد. همچنین تعداد زیادی از مشاهیر مذهبی، علمی، ادبی و سیاسی در آن‌جا مدفون هستند. گمان می‌رود بقعه‌ی داخلی آن مربوط به دوره‌ی صفوی باشد. آرامگاه‌های خانوادگی واقع در محوطه‌ی این امام‌زاده به سبک معماری دوره‌ی قاجار و پهلوی اول و دوم ساخته شده‌اند و دفن مردگان مگر در گورهای از پیش خریداری شده در آن‌جا از دهه‌ی پنجاه متوقف شده‌است. مجموعه گورستان امام‌زاده عبدالله در چهارده اردیبهشت ۱۳۷۸ در فهرست آثار ملی کشور ثبت شد.

## مدفونان مشهور
- سید علی حایری (معروف به سید علی مفسر، مفسر قرآن کریم)
- حجت الاسلام اسماعیل محمدزاده مزینان
- ابراهیم سرافراز رئیس حسابداری شهربانی استان مازندران در زمان پهلوی
- جلال افشار
- طغرل افشار
- تقی ارانی
- شیخ‌الرئیس افسر
- احمد اخگر
- حسین امیرفضلی
- مهدی بامداد
- سید محمدحسین میرسجادی نوه سید ابوالحسن اصفهانی
- مهدی برکشلی
- مصطفی بزرگ‌نیا (دانشجو)
- ادیب پیشاوری
- اسماعیل‌خان صولت الدوله سردار عشایر
- عبدالحسین تیمورتاش
- شیخ خزعل
- علی دشتی
- یدالله سحابی
- صادق سرمد
- جواد سعدالدوله
- سید علی نصر
- اسکندر میرزا (سیاستمدار) اولین رئیس جمهوری پاکستان
- محمدعلی صفریان
- محمود کریمی (موسیقی‌دان)
- علی‌اکبر شهنازی
- عمادالکتاب
- احمد قندچی
- معصومه خاکیار
- سید جعفر شهیدی
- مهدی شریعت‌رضوی
- پوران شریعت‌رضوی
- یوسف مهرعلی سردرودی فخر
- فضل الله زاهدی
- عباس مهرپویا
- عزت‌الله سیامک
- محمدحسین برازجانی
- وحید دستگردی
- سهراب دیبا
- علیرضا افضلی‌پور
- فاخره صبا
- توران میرهادی
- حبیب‌الله خان مراد
- دوستعلی معیری
- حسین قوللرآغاسی
- محسن مقدم
- مهدی طباطبائی رنگوئی
- حسینقلی نظام‌السلطنه
- رضاقلی نظام‌السلطنه
- ارتشبد بدره‌ای
- حسین قوللرآغاسی
- شیخ حبیب الله ذوالفنون
- عبدالله باقری(استاد تذهیب)
- یدالله سحابی
- اسعد الدوله ذوالفقاری
- محمود ذوالفقاری
- دکتر مهندس ناوسروان شهید محمد تقی اسمعیلی جعفرزاده
- شاهزاده عبدالصمد میرزا دولتشاهی ملقب به موید السلطان حاکم دزفول و نماینده وزارت عدلیه در جنوب  فرزند شاهزاده تهماسب میرزا موید الدوله

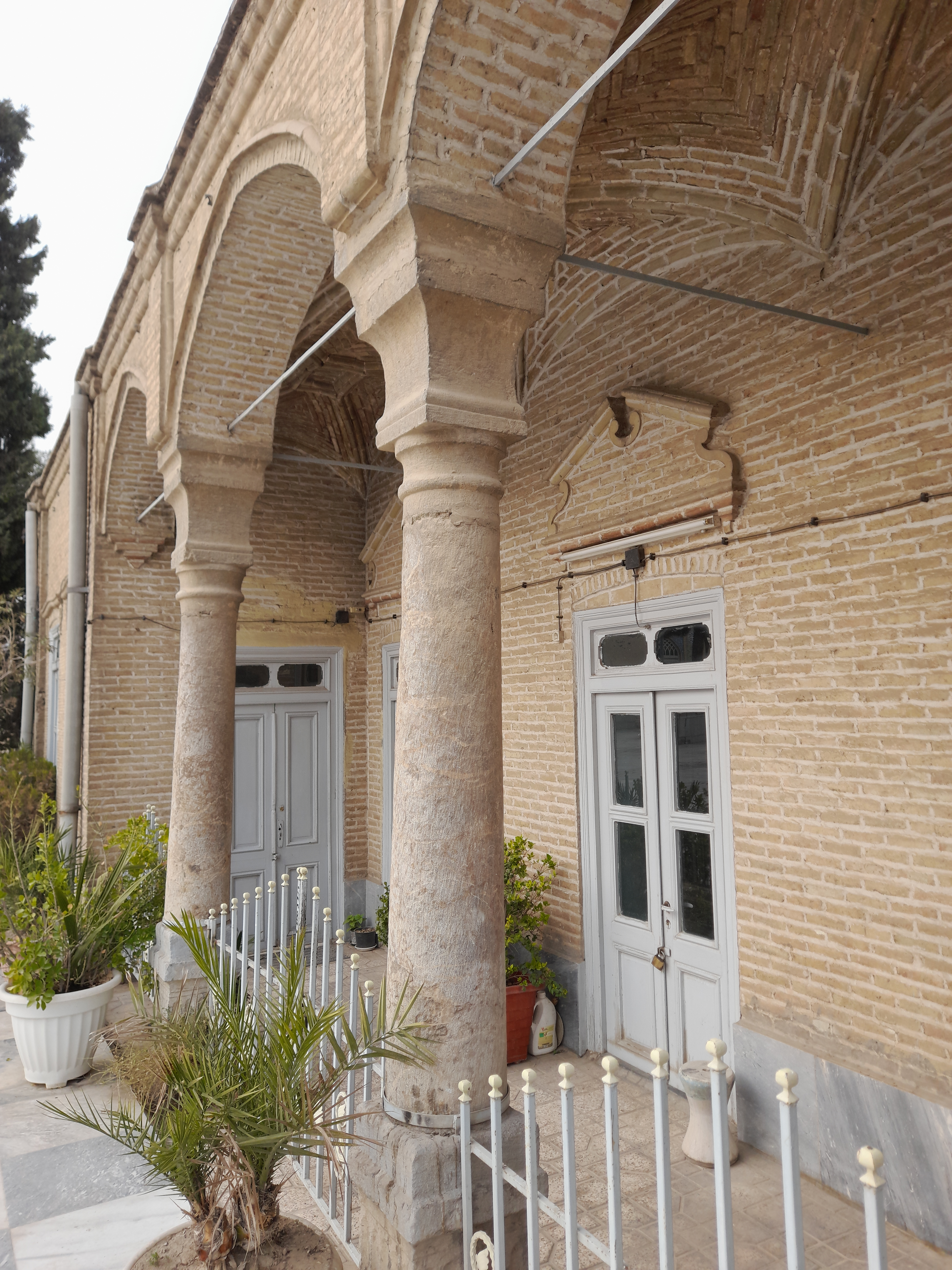
یکی از آرامگاه های خانوادگی واقع در گورستان امامزاده عبدالله

- رضا قلی میرزا ظلّی